# Llista de monuments d'Àger
Llista de monuments d'Àger inclosos en l'Inventari del Patrimoni Arquitectònic de Catalunya dins del terme municipal d'Àger (Noguera). Inclou els inscrits en el Registre de Béns Culturals d'Interès Nacional (BCIN) catalogats com a monuments històrics, els béns culturals d'interès local (BCIL) de caràcter immoble i la resta de béns arquitectònics integrants del patrimoni cultural català.
| Monument                                                                  | Protecció       | Estil/època                                       | Localització                                              | Coordenades                                          | Codi?         | Imatge |
| ------------------------------------------------------------------------- | --------------- | ------------------------------------------------- | --------------------------------------------------------- | ---------------------------------------------------- | ------------- | --- |
| Església de Sant Vicenç                                                   | BCIN 241-MH-EN  | Gòtic, barroc XIV, XVIII                          | Àger C. Sant Vicenç                                       | 41° 59′ 56″ N, 0° 45′ 51″ E / 41.999008°N,0.764278°E | RI-51-0010220 | Església de Sant Vicenç (Àger) · Vegeu més fotos d'aquest monument · Carregueu una nova foto d'aquest monument                           |
| Castell i Col·legiata de Sant Pere                                        | BCIN 252-MH     | Romànic, gòtic, gòtic tardà X-XIV, XVII-XVIII     | Àger                                                      | 41° 59′ 59″ N, 0° 45′ 46″ E / 41.999814°N,0.762651°E | RI-51-0006200 | Castell i Col·legiata de Sant Pere (Àger) · Vegeu més fotos d'aquest monument · Carregueu una nova foto d'aquest monument                |
| Les Torres de Cas                                                         | BCIN 253-MH     | XI-XII                                            | Àger                                                      | 41° 58′ 12″ N, 0° 47′ 35″ E / 41.969865°N,0.792952°E | RI-51-0006201 | Les Torres de Cas (Àger) · Vegeu més fotos d'aquest monument · Carregueu una nova foto d'aquest monument                                 |
| Castell de Sant Llorenç, Sant Llorenç del Montsec                         | BCIN 254-MH     | Romànic XI                                        | Àger                                                      | 42° 02′ 35″ N, 0° 41′ 39″ E / 42.043183°N,0.694272°E | RI-51-0006202 | Castell de Sant Llorenç (Àger) · Vegeu més fotos d'aquest monument · Carregueu una nova foto d'aquest monument                           |
| Torre de Fontdepou                                                        | BCIN 255-MH     | XI                                                | Àger                                                      | 41° 57′ 40″ N, 0° 45′ 27″ E / 41.961031°N,0.757586°E | RI-51-0006203 | Torre de Fontdepou (Àger) · Vegeu més fotos d'aquest monument · Carregueu una nova foto d'aquest monument                                |
| Torre de Millà, Torre dels Masos de Millà o Torre dels Moros              | BCIN 256-MH     | X, XI-XII                                         | Àger els Masos de Millà                                   | 41° 57′ 28″ N, 0° 41′ 52″ E / 41.957857°N,0.697813°E | RI-51-0006205 | Torre de Millà (Àger) · Vegeu més fotos d'aquest monument · Carregueu una nova foto d'aquest monument                                    |
| Castell de Corçà, Castell dels Moros                                      | BCIN 257-MH     | Medieval                                          | Àger Corçà                                                | 42° 01′ 49″ N, 0° 41′ 10″ E / 42.030218°N,0.686101°E | RI-51-0006204 | Castell de Corçà (Àger) · Vegeu més fotos d'aquest monument · Carregueu una nova foto d'aquest monument                                  |
| Castell de la Règola                                                      | BCIN 258-MH     | Medieval                                          | Àger Sense restes                                         | 41° 59′ 43″ N, 0° 47′ 35″ E / 41.99521°N,0.793143°E  | RI-51-0006206 | La Règola (Àger) · Vegeu més fotos d'aquest monument · Carregueu una nova foto d'aquest monument                                         |
| Nucli històric d'Àger                                                     | BCIN 1960-CH-EN | Romànic, gòtic, barroc, obra popular Medieval-XXI | Àger                                                      | 41° 59′ 59″ N, 0° 45′ 45″ E / 41.999779°N,0.762437°E | RI-53-0000501 | Nucli històric d'Àger · Vegeu més fotos d'aquest monument · Carregueu una nova foto d'aquest monument                                    |
| Casa de D. Gaspar de Portolà                                              |                 | Obra popular                                      | Àger C. Sant Martí                                        | 41° 59′ 56″ N, 0° 45′ 46″ E / 41.998982°N,0.762671°E | IPA-21913     | Casa de D. Gaspar de Portolà (Àger) · Vegeu més fotos d'aquest monument · Carregueu una nova foto d'aquest monument                      |
| Casa Colundo                                                              |                 | Obra popular                                      | Àger C. Sant Pere                                         | 41° 59′ 59″ N, 0° 45′ 47″ E / 41.999672°N,0.763154°E | IPA-21915     | Casa Colundo (Àger) · Vegeu més fotos d'aquest monument · Carregueu una nova foto d'aquest monument                                      |
| Casa Parroquial                                                           |                 | Obra popular XVIII Mitjan                         | Àger C. Sant Martí                                        | 41° 59′ 56″ N, 0° 45′ 47″ E / 41.998929°N,0.763186°E | IPA-21917     | Casa Parroquial (Àger) · Vegeu més fotos d'aquest monument · Carregueu una nova foto d'aquest monument                                   |
| Casa Chaparró                                                             |                 | Obra popular XVIII Final                          | Àger C. Sant Martí                                        | 41° 59′ 56″ N, 0° 45′ 45″ E / 41.999005°N,0.762459°E | IPA-21918     | Casa Chaparró (Àger) · Vegeu més fotos d'aquest monument · Carregueu una nova foto d'aquest monument                                     |
| Ermita de Santa Elena                                                     |                 | Obra popular                                      | Àger                                                      | 42° 00′ 17″ N, 0° 44′ 28″ E / 42.004649°N,0.741142°E | IPA-21920     | Ermita de Santa Elena (Àger) · Vegeu més fotos d'aquest monument · Carregueu una nova foto d'aquest monument                             |
| Muralla d'Àger                                                            |                 | Romànic X-XI                                      | Àger                                                      | 41° 59′ 59″ N, 0° 45′ 52″ E / 41.99966°N,0.76449°E   | IPA-21921     | Muralla d'Àger · Vegeu més fotos d'aquest monument · Carregueu una nova foto d'aquest monument                                           |
| Ca la Coquina                                                             |                 | Obra popular XIX                                  | Àger Agulló                                               | 42° 00′ 22″ N, 0° 43′ 09″ E / 42.006248°N,0.719169°E | IPA-21923     | Carregueu una nova foto d'aquest monument                                                                                                |
| Casa Casterésvella                                                        |                 | Obra popular                                      | Àger Agulló                                               | 42° 00′ 21″ N, 0° 43′ 12″ E / 42.005958°N,0.719920°E | IPA-21924     | Casa Casterésvella (Àger) · Vegeu més fotos d'aquest monument · Carregueu una nova foto d'aquest monument                                |
| Església parroquial de Sant Mateu d'Agulló                                |                 | Obra popular XIX                                  | Àger Agulló                                               | 42° 00′ 22″ N, 0° 43′ 13″ E / 42.00599°N,0.72027°E   | IPA-21925     | Església parroquial de Sant Mateu d'Agulló (Àger) · Vegeu més fotos d'aquest monument · Carregueu una nova foto d'aquest monument        |
| Capella del Mas de la Pedrona                                             |                 | Obra popular                                      | Àger Agulló                                               | 42° 00′ 42″ N, 0° 42′ 35″ E / 42.01172°N,0.70984°E   | IPA-21926     | Carregueu una nova foto d'aquest monument                                                                                                |
| Ermita de Sant Pere Màrtir d'Agulló                                       |                 | Obra popular XVII                                 | Àger Agulló                                               | 42° 00′ 50″ N, 0° 43′ 05″ E / 42.013813°N,0.717960°E | IPA-21927     | Ermita de Sant Pere Màrtir d'Agulló (Àger) · Vegeu més fotos d'aquest monument · Carregueu una nova foto d'aquest monument               |
| Església parroquial de la Mare de Déu de Corçà                            |                 | Obra popular XVIII                                | Àger Corçà                                                | 42° 01′ 47″ N, 0° 41′ 09″ E / 42.029642°N,0.685882°E | IPA-21929     | Església parroquial de la Mare de Déu de Corçà (Àger) · Vegeu més fotos d'aquest monument · Carregueu una nova foto d'aquest monument    |
| Porxos de Fontdepou                                                       |                 | Obra popular Medieval                             | Àger Fontdepou                                            | 41° 57′ 41″ N, 0° 45′ 26″ E / 41.961267°N,0.757237°E | IPA-21931     | Porxos de Fontdepou (Àger) · Vegeu més fotos d'aquest monument · Carregueu una nova foto d'aquest monument                               |
| Església parroquial de Sant Josep de Fontdepou, Sant Maccari de Fontdepou |                 | Obra popular XI, XVIII                            | Àger Fontdepou                                            | 41° 57′ 43″ N, 0° 45′ 25″ E / 41.961980°N,0.757061°E | IPA-21932     | Església parroquial de Sant Josep de Fontdepou (Àger) · Vegeu més fotos d'aquest monument · Carregueu una nova foto d'aquest monument    |
| Església parroquial de Sant Pere de Millà                                 | BCIL 2008       | Neoclassicisme, obra popular XV-XVII              | Àger Millà                                                | 41° 59′ 55″ N, 0° 42′ 00″ E / 41.998735°N,0.700039°E | IPA-21934     | Església parroquial de Sant Pere de Millà (Àger) · Vegeu més fotos d'aquest monument · Carregueu una nova foto d'aquest monument         |
| Ermita de la Santíssima Trinitat de la Régola                             |                 | Obra popular XI, XX                               | Àger La Règola                                            | 41° 59′ 53″ N, 0° 48′ 09″ E / 41.998064°N,0.802560°E | IPA-21935     | Ermita de la Santíssima Trinitat de la Régola (Àger) · Vegeu més fotos d'aquest monument · Carregueu una nova foto d'aquest monument     |
| Església parroquial de Sant Julià de la Régola                            |                 | Obra popular XVIII                                | Àger La Règola                                            | 41° 59′ 41″ N, 0° 47′ 34″ E / 41.994697°N,0.792858°E | IPA-21936     | Església parroquial de Sant Julià de la Régola (Àger) · Vegeu més fotos d'aquest monument · Carregueu una nova foto d'aquest monument    |
| Ermita de Sant Jaume de les Torres de Cas                                 |                 | Romànic XI-XII                                    | Àger Torres de Cas                                        | 41° 58′ 12″ N, 0° 47′ 38″ E / 41.969901°N,0.793928°E | IPA-21940     | Ermita de Sant Jaume de les Torres de Cas (Àger) · Vegeu més fotos d'aquest monument · Carregueu una nova foto d'aquest monument         |
| Masia del Calvo o Mas dels Canonges i capella de Sant Josep               |                 | Obra popular XVIII Final                          | Àger Vilamajor                                            | 41° 56′ 12″ N, 0° 44′ 43″ E / 41.936739°N,0.745287°E | IPA-21942     | Masia del Calvo (Àger) · Vegeu més fotos d'aquest monument · Carregueu una nova foto d'aquest monument                                   |
| Castell i capella de la Mare de Déu de la Pertusa                         |                 | Romànic XI-XII                                    | Àger Accés del congost de Mont-rebei                      | 42° 02′ 39″ N, 0° 40′ 21″ E / 42.044169°N,0.672615°E | IPA-40095     | Castell i capella de la Mare de Déu de la Pertusa (Àger) · Vegeu més fotos d'aquest monument · Carregueu una nova foto d'aquest monument |
| Casa forta del Mas del Rei                                                |                 | Obra popular XIII, XX                             | Àger                                                      | 41° 56′ 51″ N, 0° 43′ 43″ E / 41.947477°N,0.728619°E | IPA-41348     | Casa forta del Mas del Rei (Àger) · Vegeu més fotos d'aquest monument · Carregueu una nova foto d'aquest monument                        |
| Torre Sanui                                                               |                 | Obra popular XI, XX                               | Àger                                                      | 42° 00′ 08″ N, 0° 44′ 22″ E / 42.002221°N,0.739535°E | IPA-41349     | Torre de Sanui (Àger) · Vegeu més fotos d'aquest monument · Carregueu una nova foto d'aquest monument                                    |
| Mare de Déu de Pedra                                                      |                 | Romànic, barroc, obra popular Xi-XII, XVII-XVIII  | Àger Afores d'Àger, a mitja alçada a la serra del Montsec | 42° 01′ 40″ N, 0° 45′ 35″ E / 42.02777°N,0.75976°E   | IPA-41350     | Mare de Déu de Pedra (Àger) · Vegeu més fotos d'aquest monument · Carregueu una nova foto d'aquest monument                              |